# Amici (månkrater)

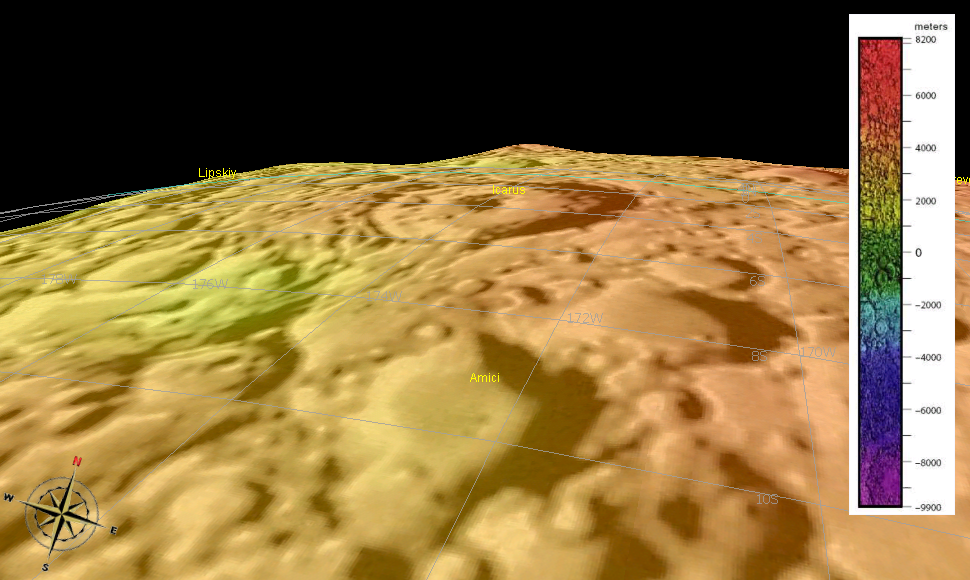
Datorgenererad bild av kratern Amici (i mitten av nederdelen) som har getts färg för att visa höjdskillnaden (se färgnyckeln till höger).

Amici är en nedslagskrater på månen som är lokaliserad till den fårade bortre sidan av månen (den sida som alltid är vänd mot jorden). Den ligger söder om den större kratern Icarus, och norr om kratern McKellar.
Amicis kraterrand har blivit eroderad och ojämnt formad av efterkommande nedslag, så att den nu har en något polygonisk form. Den har en sänka (eng. valley) i slutet på den södra delen; den del som sträcker ut sig mot satellitkratern Amici M. Kratergolvet har inga större nedslagsformationer men är ärrad av mindre kratrar.
Kratern är namngiven efter den italienske astronomen Giovanni Battista Amici.

## Satellitkratrar
På månkartor är dessa objekt genom konvention identifierade genom att placera ut bokstaven på den sida av kraterns mittpunkt som är närmast kratern Amici.
| Amici | Latitud | Longitud | Diameter |
| ----- | ------- | -------- | -------- |
| M     | 11.8° S | 171.9° V | 105 km   |
| N     | 11.8° S | 172.5° V | 39 km    |
| P     | 12.3° S | 174.1° V | 31 km    |
| Q     | 12.0° S | 175.7° V | 47 km    |
| R     | 11.4° S | 175.2° V | 34 km    |
| T     | 9.7° S  | 174.0° V | 43 km    |
| U     | 8.7° S  | 175.5° V | 96 km    |